# Promulgatio
Die Promulgatio, seltener auch Publicatio oder Notificatio genannt, ist ein Teil des Formulars mittelalterlicher Urkunden, mit dem die Veröffentlichung der Willenserklärung des Ausstellers postuliert und eine bisweilen definierte Öffentlichkeit zur Kenntnisnahme aufgefordert wird. Am konzentriertesten  bringt die Wendung Notum sit omnibus quod („Es sei allen bekannt, dass“) dieses Konzept zum Ausdruck, die in Traditionsnotizen überwiegt. Mit tam presentibus quam futuris („den gegenwärtigen als auch den zukünftigen“) hinter omnibus kann verdeutlicht werden, dass außer für die Zeitgenossen auch in Zukunft der Rechtsinhalt von Bedeutung ist. 
In einer Urkunde Friedrichs II. von Mai 1222, mit der er die Reichsacht gegen die Bürger verhängt, die in Worms einen Stadtrat gebildet haben, steht etwa: Presenti scripto notum fieri volumus universis imperii fidelibus tam presentibus quam futuris, quod … („Mit gegenwärtigem Schriftstück wollen wir, dass allen Getreuen des Reiches, sowohl den gegenwärtigen wie den zukünftigen, bekannt werde, daß …“). Die Kundmachungsformel kann sowohl einen Leser als auch einen Hörer des Inhaltes ansprechen, vielfach auch beide, wobei alle Personen gemeint sind, die auf eine dieser Weisen Kenntnis von der Sache erhalten. In deutschsprachigen Urkunden kann etwa stehen: Kunt sy allen luden die diesen brieff anesehent oder horent lesen, daz …, so in einem Vertrag zwischen den Städten Mainz, Worms, Speyer und Oppenheim vom 19. Januar 1350.
Die Formel folgt auf die Arenga, auf deren Motive sie sich syntaktisch beziehen kann, etwa mit Igitur oder Quapropter. So heißt es in einem Privileg Friedrichs II. für die Bürger von Worms von 1236: Hac siquidem ratione ducti notum esse volumus tam presentibus quam futuris, quod … (Von diesem Grund veranlaßt, wollen wir, dass sowohl den Gegenwärtigen wie den Zukünftigen bekannt sei, dass …). Die Narratio schließt sich in der Regel als untergeordneter Satz, mit quod, qualiter oder anderen entsprechenden Konjunktionen eingeleitet, an die Promulgatio an. Fehlt eine Arenga, eröffnet die Promulgatio den Kontext des Urkundenformulars. Traditionsnotizen und andere einfache Urkundenformen können direkt mit der Promulgatio beginnen. Für die Rechtsgültigkeit des Dokuments ist die Formel nicht konstitutiv, sie kann daher auch fehlen wie in den Papsturkunden oder in Mandaten.